# Bernard Morin
Pour les articles homonymes, voir Morin et Bernard Morin (homonymie).
Bernard Morin est un mathématicien français né le 3 mars 1931 à Shanghai et mort le 12 mars 2018 dans le 14e arrondissement de Paris,, spécialiste de la géométrie. Il est notamment connu pour son travail sur le retournement de la sphère. 

## Biographie

### Jeunesse
Il devient aveugle depuis l'âge de six ans à cause d'un glaucome. Il garde trois souvenirs visuels de son enfance: un kaléïdoscope, une peinture de paysage et une fleur de bambou qu'on avait déposé dans sa main. Son père l'oriente vers les lettres: il entre en hypokhâgne au lycée Louis-le-Grand, puis à l'ENS Ulm, mais échoue à l'écrit de l'Agrégation. Il s'oriente ensuite vers les mathématiques, sous l'impulsion d'Henri Cartan.

### Travaux mathématiques
Il réalise sa thèse sous la direction de d'Henri Cartan, et collabore avec René Thom. 
Il est membre du groupe qui a le premier montré le retournement de la sphère, c'est-à-dire l'homotopie qui commence avec une sphère et qui termine avec la même sphère retournée (faces interne et externe échangées). Il fabrique des modèles en argile pour expliquer sa procédure,. Il découvre la surface de Morin, qui est une étape pour le retournement de la sphère, qu'il utilise pour trouver une borne inférieure au nombre d'étapes nécessaires pour retourner la sphère.
Il découvre la première paramétrisation de la surface de Boy en 1978.
Son étudiant de thèse François Apéry découvre plus tard (en 1986) une autre paramétrisation de la surface de Boy, qui est conforme à la méthode générale de paramétrisation de surfaces non orientables.
Morin a travaillé à l'Institute for Advanced Study à Princeton. Il passe la plus grande partie de sa carrière à l'université de Strasbourg.

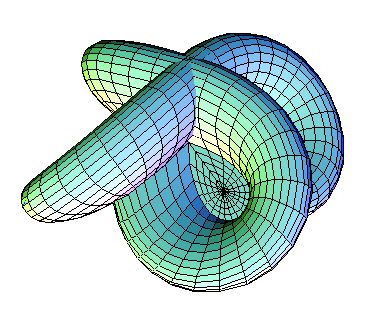
Surface de Morin
Coupe animée de la surface de Boy

### Vie privée
Il est catholique, proche de l'abbé de Nantes. À la fin de sa vie, Morin retourne vers la littérature et la philosophie, notamment les travaux d'Heidegger. Il meurt d'une infection pulmonaire.